# 中島今朝吾
中島 今朝吾（なかしま けさご, 1881年 （明治14年）6月15日 - 1945年（昭和20年）10月28日）は、日本の陸軍軍人。第16師団師団長、第4軍司令官、階級は陸軍中将。

## 生涯

### 誕生から舞鶴要塞司令官まで
1881年（明治14年）6月15日、大分県宇佐郡八幡村（現・宇佐市）下乙女で医業を営む中島茂十郎の三男として生まれ、長じて八幡小学校に通う。
1893年（明治26年）、黒木為楨中将が宇佐で行われる陸軍演習を視察するため、八幡村に立ち寄ったところ大勢の村人が歓迎に現れた。その中に今朝吾も入っていたのだが、そこで今朝吾は黒木から「お前の眼光には普通の人間とちがうところがある。もし東京へ行って勉強がしたかったら、この黒木のところに訪ねてくるがよい」と言われる。今朝吾はそれを頼りにして間もなく上京し、東京府南豊島郡渋谷町大字下渋谷字常盤松（現・渋谷区東）の黒木邸の書生となった。
旧制私立海軍予備校に入った後, 1896年（明治29年）5月、東京陸軍地方幼年学校（第1期）に入学する。次いで陸軍中央幼年学校卒業をへて1902年（明治35年）5月31日、上等兵となって野砲兵第15連隊（連隊長柴五郎中佐）付として入隊し、陸軍士官学校に士官候補生として入学する。
1903年（明治36年）11月30日に陸軍士官学校（15期）を卒業し、曹長に昇進する. 1904年（明治37年）3月6日、原隊である野砲兵第15連隊に見習士官として段列付となる. 3月18日、砲兵少尉に昇進する。4月24日、野砲兵第15連隊は第2軍（司令官奥保鞏大将）麾下野戦砲兵第1旅団（旅団長内山小二郎少将）に所属して広島県宇品を出港、日露戦争に従軍する。
しかし, 8月31日、遼陽会戦での首山保の戦いで負傷し、野戦病院へ. 10月17日にはあえなく帰国、宇品に帰着する. 12月28日、今度は台湾守備野砲兵連隊第3大隊付として門司を出港して台湾に渡る. 1905年（明治38年）6月30日、砲兵中尉に昇進し, 11月8日帰国する。
1906年（明治39年）3月27日、再び野砲兵第15連隊付. 1910年（明治43年）12月12日に陸軍大学校に入学する. 1913年（大正2年）8月31日、砲兵大尉に昇進する. 11月26日、陸軍大学校を卒業（第25期）し、野砲兵第15連隊の中隊長を命じられる。この年、井関てるよと祝言をあげ、後に1男1女をもうける. 1914年（大正3年）8月19日、陸軍野戦砲兵射撃学校の教官となる。
1918年（大正7年）9月21日には軍事研究員としてフランス駐在を命じられ、横浜を出港する. 1919年（大正8年）10月、フランス陸軍大学校入学. 12月1日、砲兵少佐に昇進する. 12月22日、新たに陸軍兵器廠付ヨーロッパ出張を命じられる. 1920年（大正9年）9月、フランス陸軍大学校40期卒業。11月10日、平和条約実施委員兼派独陸軍監督を命じられ、ドイツ駐在となる. 1923年（大正12年）5月31日、パリで事故死した砲兵大佐北白川宮成久王に扈従して香取丸にて帰国。神戸に帰着. 6月18日、妻てるよが死去する。
8月6日、砲兵中佐に昇進する。陸軍野戦砲兵学校教官兼同校研究部部員となる. 12月22日、兼陸軍歩兵学校教官（1925年4月18日まで）を命じられる. 1924年（大正13年）2月8日、兼陸軍騎兵学校教官（1925年4月18日まで）をも命じられる。この間砲兵操典、各種の操典、典範令の改正に携わる。8月25日、中村悦子と再婚し、後に6男2女をもうける。
1925年（大正14年）12月24日、兼陸軍大学校兵学教官を命じられる. 1927年（昭和2年）2月10日、砲兵大佐に昇進する。第7師団 （師団長渡辺錠太郎中将）麾下野砲兵第7連隊長に補される. 1929年（昭和4年）8月1日、再び陸軍大学校兵学教官となる. 1931年（昭和6年）8月3日に兼飛行第5連隊付となり機上訓練などを行う. 1932年（昭和7年）4月11日、少将に昇進し、舞鶴要塞司令官に任じられる。

### 陸軍習志野学校校長から憲兵司令官まで
1933年（昭和8年）8月1日、陸軍習志野学校初代校長を命じられる. 1934年（昭和9年）5月18日、群馬県群馬郡桃井村（現・榛東村）の相馬原で陸軍習志野学校幹事である今村均大佐の計画・実施で日本初の毒ガスを用いた演習を行った。だが不備が生じ、誤って毒を吸った者が続出して上等兵が亡くなった。これにより、真崎甚三郎教育総監は今村を退役処分にするつもりであったが、今朝吾が真崎教育総監の他、林銑十郎陸軍大臣と参謀総長閑院宮載仁親王に直訴し、身を挺して今村を守ったため、今村は不問に付された。
1936年（昭和11年）2月26日、東京で皇道派の青年将校らによってクーデターが起こされた（二・二六事件）。一貫性のない陸軍中央の動きとは違い、早くから反乱軍鎮圧を口にしていた今朝吾であったが, 2月28日になり、催涙弾、くしゃみ弾を携行して東京に出撃するようにとの命令が下り、出発する。
3月7日、中将に昇進する. 3月23日には憲兵司令官を命じられる。以後、皇道派の放逐、粛軍に加担する。憲兵司令官就任、これには同郷であり、陸軍幼年学校、陸軍士官学校の同期であり、親友である、新陸軍次官梅津美治郎中将の引き立てがあった。
1937年（昭和12年）1月、広田弘毅内閣が総辞職を行った。それにより、次期首班が宇垣一成大将となることもほぼ明白となった。そして陸軍に宇垣大将にいよいよ大命が下されるとの情報が入ってきた。
石原莞爾参謀本部第一部長心得を中心とする統制派の中堅層は、軍部主導での政治を行うことを目論んでおり、かつて四個師団を廃止するなどの軍縮（宇垣軍縮）を断行した宇垣などが首相になれば自分たちを圧迫し、自分たちの政策が実現できないと考え、なんとしてもこの宇垣の組閣を阻止しようと動きだした。石原は自身の属する統制派、参謀本部を中心に陸軍首脳部を突き上げ、寺内寿一陸軍大臣も説得し、宇垣に対して自主的に大命を拝辞させるように「説得」する命令を寺内大臣から憲兵司令官であった今朝吾に出させた。
24日夜、憲兵によって宇垣の動きを掴んでいた今朝吾は、宇垣が組閣の大命を受けようと皇居に参内する途中、宇垣の車を多摩川の六郷橋で止めその車に乗り込んで、寺内大臣からの命令であると言い、今回の大命を拝辞するようにと宇垣を「説得」した。だが、宇垣はこれを無視して参内し、大命を受けた。しかし石原の工作は「宇垣四天王」と呼ばれた杉山元教育総監、小磯国昭朝鮮軍司令官にも及び、結局誰一人として宇垣内閣の陸軍大臣を引き受ける者はいなかった。これによって宇垣は組閣を断念し、宇垣内閣は流産した。
またこの間、今朝吾は宇垣の組閣参謀であった松井石根大将や衆議院議員の船田中に直接電話をして宇垣への加担をやめるように言っている。

### 第16師団長から死去まで
8月2日、第16師団長兼中部防衛司令官（26日まで）となる。日中戦争の勃発により、9月7日、北支那方面軍（司令官寺内寿一大将）麾下第2軍（司令官西尾寿造中将）隷属として大阪を出港し、9月11日に中華民国大沽に上陸。以後華北で作戦を行う。
11月になり、中支那方面軍（司令官松井石根大将）麾下上海派遣軍（司令官松井石根大将兼務）に隷属する。上記の宇垣大将組閣の一件の遺恨もあり、両者の仲は大変悪かった。以後、南京攻略戦に参加する. 12月13日、南京占領。今朝吾も前線に出て少し負傷する。

戦後、ジャーナリストの木村久邇典が中島の評伝をまとめるために遺族に取材をしていた際に提供を受けた日記には、第16師団長として南京攻略戦に参加した時に、本攻略戦において捕虜を取らない方針であること、隷下の部隊がそれぞれ捕虜を千や万を超える単位で処理したものがあること、彼自身も七、八千人の捕虜をまとめて「片付くる」予定だが、それには「大なる壕を要し中々見当らず」代案を考えていること、刀の使い手が来たのでたまたまいた捕虜7人を日本刀の試し斬りに使ったこと等の記述がある。
松井大将の決めた本来の17日の入城式には参加しないつもりでいたところ参謀からの進言があったとして、15日に自分らだけの入城式を行い、これは一部メディアにも魁としての開催として報じられた。南京での掠奪がエスカレートしていたが、師団長であった中島自身も積極的かつ幕僚らを使って組織的に実行、蒋介石の邸宅などにあった美術品等の宝物類を略奪、運び出した。松井大将は南京から運び出される荷物の中身に注意するよう上海から指示を出したようではあるが、この指示がどの程度実行されたか不明である。後に中島は自ら日記に、松井に注意されたものの、しらばくれたと書いている。戦後に田中隆吉が国際検事局の尋問に証言したところによれば、本人が満洲第４軍司令官であった1938年末近く、これらの財物を師団偕行社に送ったことが発覚、スキャンダルとなり、本人の司令官解任（さらに、その後暫くしての予備役編入）の原因となっている。本人の日記には1月9日から同月19日までの記載がなく、そのページを抜き取った跡もないため、それらが宝物類の掠奪に専念していた日ではないかとする説がある。その一方で、自身の管轄地域で他の部隊の士官や兵士が掠奪を行ったことについては、自身の日記に「将兵らが自分の管轄地域で物を探す分には、せめて戦場心理の現れとして背徳とも思わぬが、他人の管轄地域で、しかも司令部の標識を掲げている建物で、平気で盗みを働くのは余程下等だ」と書いている。また、自分の宿舎にした蒋介石の元官舎が既に略奪などで荒れ果てていたので現地一流ホテルの家具を持ち込み、それに対する松井大将の注意には「国を取り人命を取るのに家具位を師団が持ち帰る位が何かあらん」と突っぱねたと日記に記している。
翌1938年（昭和13年）1月、今朝吾とは同郷で仲が良かった陸軍省人事局長阿南惟幾少将が南京に視察にやってきた。そこで阿南は松井司令官から今朝吾の統率を非難する話を聞かされている。また、阿南はこの年の12月22日に行われた陸軍省局長会報に出席し、「中島師団婦人方面、殺人、不軍紀行為は、国民的道義心の廃退、戦況悲惨より来るものにして、言語に絶するものあり」とメモに記している。
1938年（昭和13年）1月、再び第2軍の隷属となって華北に進出する。5月には徐州会戦が行われ、敗走を続ける国民党軍を追う。6月9日、国民党軍が日本軍の手から逃れるために黄河の堤防を爆破して決壊させ、大洪水を発生させた。これにより第16師団その他の部隊の進撃が止まる。
6月24日、第2軍司令官東久邇宮稔彦王中将とその上官である北支那方面軍司令官寺内寿一大将を通じて、今朝吾は大本営に和平を訴える意見具申の建白書を提出する。と同時に因縁の相手である宇垣一成外務大臣にも従軍僧村上独潭を通じて建白書を提出する。その意見書の要旨は、「戈を収めて一路ただちに皇道国家の建設に進むべきだ」と主張し、その理由として、
というものである。
しかし、大本営宛てのものは寺内大将かもしくは大本営の参謀が握りつぶし、宇垣外相宛てのものは宇垣が外務大臣を辞任したので渡されることはなかった。
7月上旬には支那事変への疑問と和平を綴った「意見具申捕遺」をしたためたが、結局未提出に終わる。
7月15日、 第4軍司令官に任じられ満洲北部の防衛に当たる。ちなみに参謀長は牟田口廉也少将である。
1938年暮れごろ、南京攻略直後に略奪していた蒋介石邸の美術品類を日本に移送していたことが発覚。陸軍で大きな問題となる。翌1月兵務課長（憲兵の元締め）となった田中隆吉によれば、南京の残虐事件と合わせて中島を含めた責任者を軍法会議にかけることを田中は主張したものの、反対が強く、容認されなかったという。1939年（昭和14年）8月1日、参謀本部付。略奪・横領の疑惑の最中ながら宮中の評価は高く、天皇から下賜品や午餐さらには陪食の栄を賜る。しかし、9月28日、待命。10月2日、ついに予備役に編入される。
以降1年数か月の間、北京に事務所を開いて中国の実情を調べる。 1940年（昭和15年）6月22日, 1941年（昭和16年）5月14日、7月5日、三通の事変処理方案をしたためて政府と軍を批判する。
12月8日、太平洋戦争が勃発する。 同月末、皇国職域勤労奉公隊総裁に就任する。 1942年（昭和17年）4月、母校である大分県宇佐郡八幡小学校で講演を行った。大分県内務部長や大分県警察部特別高等警察課長もいるなかで今朝吾は、「このぶんでは、日本はきっと負ける」と発言して会場は騒然となり、警察でも問題となった。しかし、今朝吾が陸軍中将ということでやむなく不問に付された。
1945年（昭和20年）10月28日、長野県佐久郡御代田町の療養所で肝硬変と尿毒症により死去。64歳没。その時の状況は「臨終を迎えたと同時にアメリカ軍のＭＰが戦犯容疑の取り調べに訪れ、部屋のドアをノックした。」という。
木村久爾典の書いた今朝吾の伝記では、他にも酒によりアルコール中毒となり割腹自殺したという説があるものの、これは虚説とし、長男の中島知行の、今朝吾は化学兵器の研究･教育機関に勤めていて、そこでしばしば毒ガスを吸ったことが病状の原因とする言葉を紹介している。習志野学校での毒ガス事故の話が誤解されて伝わったのか、今朝吾自身も習志野か他で何らかの事故に遭ってその後遺症でもあったのか、不明である。
東京都豊島区椎名町の自宅での葬儀には、梅津美治郎も駆け付けた。

## 年譜
- 1902年（明治35年）5月31日 – 上等兵。野砲兵第15連隊付。
- 1903年（明治36年）11月30日 – 陸軍士官学校（15期）卒業、曹長に昇進。
- 1904年（明治37年）3月6日 - 野砲兵第15連隊段列付。
  - 3月18日 - 砲兵少尉に昇進。
  - 4月24日 - 日露戦争に出征。
  - 12月28日 - 台湾守備野砲兵連隊第3大隊付。
- 1905年（明治38年）6月30日 - 砲兵中尉に昇進。
- 1906年（明治39年）3月27日 - 野砲兵第15連隊付。
- 1910年（明治43年）12月12日 - 陸軍大学校入学。
- 1913年（大正2年）8月31日 - 砲兵大尉に昇進。
- 11月26日 - 陸軍大学校卒業（第25期）、野砲兵第15連隊中隊長。
- 1914年（大正3年）8月19日 - 陸軍野戦砲兵射撃学校教官。
- 1918年（大正7年）9月21日 - 軍事研究員としてフランス駐在を命じられ横浜を出港。
- 1919年（大正8年）10月 - フランス陸軍大学校入学。
  - 12月1日 - 砲兵少佐に昇進。
- 1920年（大正9年）9月 - フランス陸軍大学校卒業。
- 1923年（大正12年）5月31日 - 神戸に帰着。
  - 8月6日 - 砲兵中佐に昇進。陸軍野戦砲兵学校教官兼同校研究部部員。
  - 12月22日 - 兼陸軍歩兵学校教官（1925年4月18日まで）。
- 1924年（大正13年）2月8日 - 兼陸軍騎兵学校教官（1925年4月18日まで）。
- 1925年（大正14年）12月24日 - 兼陸軍大学校兵学教官。
- 1927年（昭和2年）2月10日 - 砲兵大佐に昇進。野砲兵第7連隊長に補される。
- 1929年（昭和4年）8月1日 - 陸軍大学校兵学教官。
- 1931年（昭和6年）8月3日 - 兼飛行第5連隊付。
- 1932年（昭和7年）4月11日 - 少将に昇進。舞鶴要塞司令官。
- 1933年（昭和8年）8月1日 - 陸軍習志野学校初代校長。
- 1936年（昭和11年）2月28日 - 催涙弾、くしゃみ弾を携行して東京に出撃。
  - 3月7日 - 中将に昇進。
  - 3月23日 - 憲兵司令官。
- 1937年（昭和12年）8月2日 - 第16師団長兼中部防衛司令官（26日まで）。
  - 9月7日 - 第16師団を率いて大阪を出港。
  - 9月11日 - 大沽上陸、華北で作戦を行う。
  - 11月 - 南京攻略戦に参加する。
  - 12月13日 - 南京占領。
- 1938年（昭和13年）1月 - 華北に進出する。
  - 5月 - 徐州会戦。
  - 7月15日 -  第4軍司令官。
- 1939年（昭和14年）8月1日 - 参謀本部付。
  - 9月28日 - 待命。
  - 9月30日 - 予備役編入。
- 1941年（昭和16年）12月末 - 皇国職域勤労奉公隊総裁に就任。
- 1945年（昭和20年）10月28日 - 肝硬変と尿毒症により死去。

## 人物
- 竹を割ったような性格であり、人情家であり、大変な子煩悩であった。
- 何事もフランス流を尊び、髪はオールバックで左手には金の指輪を付けていた。
- 陸軍大学校とフランス陸軍大学校両方の卒業徽章を佩用していた。
- 精神論が幅を利かしていく中で、あくまでもフランス式大砲兵運用論を主張する。
- 上官に対して全く物怖じせずに意見を言った。
- 趣味は狩猟、中でも鳥撃ち、そして書画・骨董品の収集。
- 1937年（昭和12年）に同志社大学法学部で内紛が起こった際には「同志社の一挙一動が広くキリスト教全般の指標として重視せられつつある実情」を鑑み、湯浅八郎総長の友人としての資格で調停を行い、事態を鎮静化させた[17]。
- 今朝吾はそもそも統制派でも皇道派でもなかったが、青年将校の下克上的態度には我慢がならなかった。陸軍習志野学校校長の時、上官である教育総監は皇道派である真崎甚三郎である。その真崎は青年将校の下克上的態度を容認していた。そのため今朝吾は真崎や皇道派とは次第に距離を置くようになっていき、結果的に統制派に近づいて行くこととなった。
- 支那事変のとき、師団長であるにもかかわらず士官用の革長靴を履かずに下士官・兵用のゲートルを巻いていたのでゲートル将軍と呼ばれていた。
- 今朝吾は退役後に梅津美治郎と会合を持ったが、その時に、「中国を日本人が主導権をもって統治するという考えはあやまりだ。中国は中国民衆自身の手で治めなければならない。日本が中国に手を出すのはあやまりである」という話をしている[18]。
- 大阪府池田市長に担ぎ上げられそうになったが断った。
- 東條英機首相に二度も和平を訴える手紙を出している。

## 栄典
- 1904年（明治37年）5月17日 - 正八位[19]
- 1905年（明治38年）8月18日 - 従七位[20]
- 1910年（明治43年）9月30日 - 正七位[21]
- 1915年（大正4年）10月30日 - 従六位[22]
- 1920年（大正9年）11月30日 - 正六位[23]
- 1931年（昭和6年）2月2日 - 正五位[24]
- 1936年（昭和11年）3月2日 - 従四位[25]